# جوني كيد
جوني كيد (بالإنجليزية: Johnny Kidd)‏ هو مغني وكاتب أغاني بريطاني، ولد في 23 ديسمبر 1935 في ويلسدن ‏ في المملكة المتحدة، وتوفي في 7 أكتوبر 1966 في بري ‏ في المملكة المتحدة بسبب حادث مرور.

## وصلات خارجية
- الموقع الرسمي
- جوني كيد على موقع IMDb (الإنجليزية)
- جوني كيد على موقع ميوزك برينز (الإنجليزية)
- جوني كيد على موقع ميوزك برينز (الإنجليزية)
- جوني كيد على موقع إن إن دي بي (الإنجليزية)
- جوني كيد على موقع أول ميوزيك (الإنجليزية)
- جوني كيد على موقع أول ميوزيك (الإنجليزية)
- جوني كيد على موقع ديسكوغز (الإنجليزية)
- جوني كيد على موقع ديسكوغز (الإنجليزية)